# Інгрід Ньюкірк
Інгрід Є. Ньюкірк (народилася 11 червня 1949, Суррей, Велика Британія) — британська активістка за права тварин, президент організації «People for the Ethical Treatment of Animals» (Люди за етичне поводження з тваринами (PETA), найбільшої в світі організації із захисту прав тварин. Вона є авторкою декількох книг, зокрема «Зробити вибір» (2005) та «Практичний посібник з прав тварин PETA»: Прості акти доброти для допомоги тваринам у біді (2009).
Ньюкірк працює у русі за захист тварин з 1972 року. Під її керівництвом у 1970-х роках першою жінкою-фунтошмером округу Колумбія, було прийнято законодавство про створення першої клініки « спай / нейтер» у Вашингтоні, округ Колумбія, а також програма прийняття та державне фінансування ветеринарних служб, завдяки чому її обрали «Людиною року» у 1980 році.
Ньюкірк заснувала PETA в березні 1980 року разом з товаришем по захисту прав тварин Алексом Пачеко. Вони привернули увагу громадськості в 1981 році, під час акції, що стала відомою під назвою «Мавпи з Сілвер-Спринг», коли Пачеко сфотографував 17 мавп макак над якими експериментували в Інституті досліджень поведінки у Сілвер-Спринзі, штат Меріленд. Справа привела до першого рейду в США на лабораторію досліджень тварин та до внесення поправки в 1985 році до Закону про захист тварин.
Відтоді Інгрід Ньюкірк регулярно проводила кампанії з припинення використання тварин у краш-тестах, переконуючи компанії припинити тестування косметики на тваринах. Вона також наполягала на досягненні вищих стандартів під час переробки м'яса та організувала приховані розслідування, які привели до державних санкцій проти компаній, університетів та розважальних закладів, що використовують тварин. Вона відома, зокрема, тим, що організовує медійні трюки, аби привернути увагу до питань захисту тварин. Наприклад, у своєму заповіті вона попросила її шкіру перетворити на гаманці, ступні — на підставки для парасольок, а м'ясо — на «самородки Ньюкірка», а потім спалити на грилі. «Ми є повними прес-шлюхами», — сказала вона The New Yorker у 2003 році: «Це наш обов'язок. Ми були б нікчемними, якби ми були просто ввічливими і не робили жодних рухів».
Хоча PETA застосовує поступовий підхід до поліпшення добробуту тварин, Інгрід Ньюкірк залишається прихильницею припинення вживання у їжу тварин, а ідея, що, як висловлюється в гаслі PETA, «тварини не наші, щоб їсти, носити, експериментувати або використовувати для розваг». Деякі права тварин аболіціоністи, перш за все, Гері Франсіоне, критикували PETA, назвавши її та інші групи «нові welfarists». Деякі члени руху за захист тварин відреагували на те, що позиція Франсіоне відволікає від захисту тварин. Ньюкірк також зазнала критики через підтримку дій, які здійснюються в ім'я Фронту визволення тварин. Позиція Ньюкірк полягає в тому, що рух за права тварин є революційним, і що «[ту] хакери можуть готувати революції, але бандити повинні їх виконувати». Однак PETA «підтримує кредо ненасильства і не виступає за дії, в яких хтось, людина чи нелюдина, травмується». Ньюкірк та ПЕТА також піддаються критиці за евтанізацію багатьох тварин, що потрапляють до притулків PETA включаючи здорових домашніх тварин, і протистояння цілому поняттю домашніх тварин, та її позиції, що "немає раціональних підстав для того, щоб сказати, що людина має особливі права. Щур — свиня, собака — хлопчик ", а також, здавалося, що вбачають викорінення як мету. PETA відповіла на цю лінію критики.

## Життєпис

### Раннє життя
Інгрід Ньюкірк народилася 1949 року у Британії, де вона жила на Оркнейських островах та в Уерті, Хартфордшир. Її батько був інженером навігації, і коли їй було сім років, родина переїхала до Нью-Делі, Індія, де її батько працював в уряді, а мати добровільно допомагала матері Терезі в лепрозорію та будинку для незаможних матерів. Ньюкірк відвідувала монастирську школу-інтернат у Гімалаях для заможних громадян Індії. «Це було зроблено для британської дівчини в Індії», — сказала вона Майклу Спектру для The New Yorker. "Але я була єдиною англійською дівчиною в цій школі ".
Ньюкірк також допомагала матері в колонії прокажених — упакувати таблетки та закручувати пов'язки, набивати іграшки для сиріт та годувати бродячих — і каже, що це привело її до думки про те, що кожен, хто потребує, включаючи тварин, гідний турботи разом із порадами матері Вона розповідала історію раннього досвіду спроби врятувати тварину, коли почула сміх у алеї за сімейним будинком у Нью-Делі. Група людей перев'язала собачі ноги, била його, потім опустила його в каламутну канаву, сміючись, над тим, як собака намагається втекти. Ньюкірк попросила свого слугу принести собаку до неї, але напоїти її водою не вдалось, бо через забите брудом горло, тварина померла на руках. Внгрід сказала Financial Times, що це стало переломним моментом у її житті.
Коли їй було вісімнадцять, сім'я переїхала до штату Флорида (США), де її батько працював над розробкою бомбардувальних систем для ВПС США. Саме там вона зустріла свого чоловіка Стіва Ньюкірка; пара розлучилася в 1980 році. Він познайомив її з перегонами Формули-1, яка — разом із боротьбою із сумо — залишається однією з найбільших її пристрастей, повідомляє The New Yorker : «Це секс. Перший раз, коли ти чуєш, як вони обертають свої двигуни, Боже мій! Цей шум іде прямо моїм хребтом».

### Вступ до організації із захисту тварин
До 22 років Інгрід Ньюкірк не замислювалася над захистом прав тварин або навіть вегетаріанством. У 1970 році вона разом із чоловіком переїхала до Пулесвілла, штат Меріленд, де навчалася на біржового маклера. Сусід відмовився від деяких кошенят, і Ньюкірк вирішила відвезти їх до притулку для тварин.
Ньюкірк влаштувалася на роботу в розплідники і стала свідком жорстокого поводження з тваринами, у тому числі фізичного насильства. Кеті Сніг Гільєрмо пише, що Ньюкірк щодня дезінфікувала розплідники, а вночі вивчала догляд за тваринами, поведінку тварин та розслідування жорстокості до тварин.
Вона стала першою жінкою, яка переконала місто фінансувати ветеринарні послуги та створити програму усиновлення, слідчий відділ та програму стерилізації домашніх тварин. До 1976 року вона очолювала відділ боротьби з хворобами тварин Комісії округу Колумбії з питань охорони здоров'я.

## Співпраця з PETA

### Заснування PETA

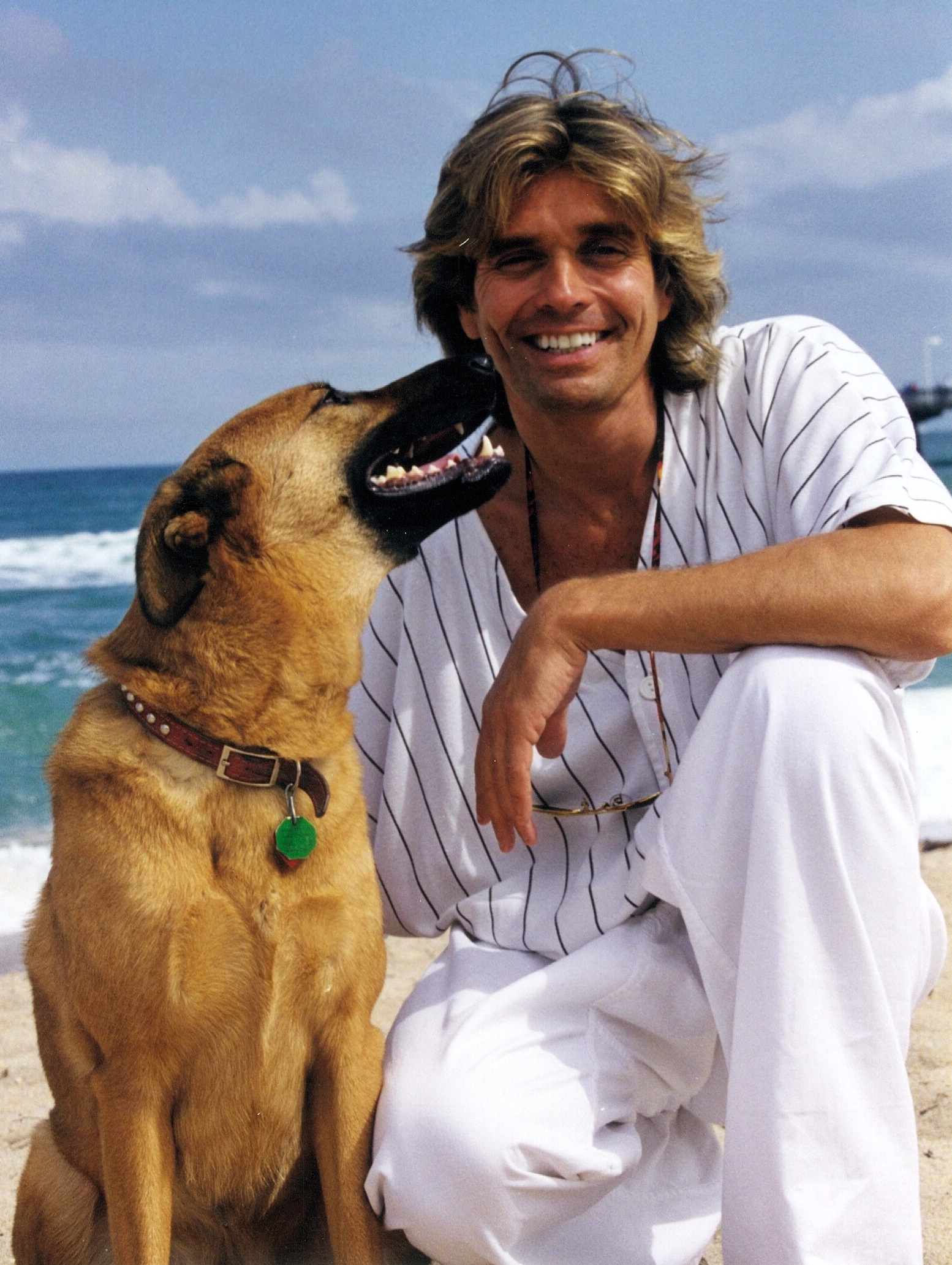
Алекс Пачеко

У 1980 році Ньюкірк познайомилася з Алексом Пачеко в притулку DC, де він працював добровольцем. Саме Пачеко познайомив Ньюкірк з концепцією захисту прав тварин. Пачеко подарував їй копію книги Визволення тварин Пітера Сінгера (1975). Вона сказала, що Сінгер говорив такими ж словами, які вона відчувала інтуїтивно протягом тривалого часу, і назвала Пачеко «Алекс Абдул», ім'ям, яке в мусульманських оповіданнях давали посланцям.
Концепція захисту прав тварин на той час була практично неприйнятною для США. Сучасний рух за права тварин розпочався в Англії на вісім років раніше, у 1972 році, коли група науковців Оксфордського університету, зокрема філософи, сформували «Оксфордську групу» з метою пропаганди думки про те, що дискримінація осіб (тварин) за ознакою їх виду є нераціональною, як дискримінація за ознакою раси чи статі. У березні 1980 року Ньюкірк та Пачеко вирішили створити групу для знайомства американської громадськості з цими ідеями, спочатку у складі, як Ньюкірк називала «п'ять людей у підвалі». Пара теж закохалася і почала жити разом, хоча вони були дуже різними. Ньюкірк була старшою, практичною в побуті та досить організованою, тоді як Пачеко проводив час у комбінезоні білого художника, поїдаючи вегетаріанські хот-доги прямо з банки.

### «Мавпи з Сілвер-Спринг»

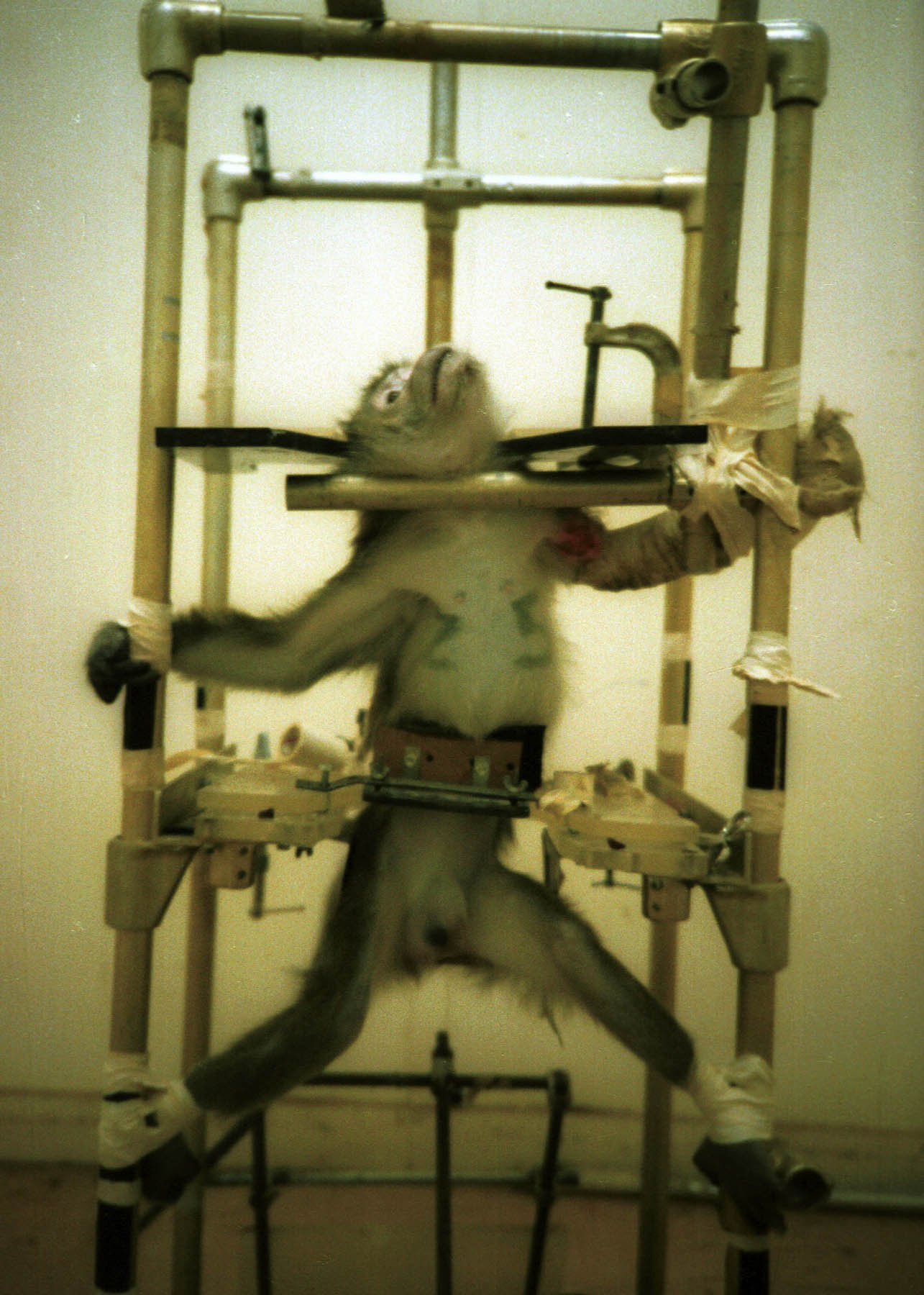
Одна із "Мавп з Сілвер-Спринг у спеціальному кріслі для експериментів

Випадок з «Мавпами з Сілвер-Спринг», подальша полеміка щодо дослідження тварин, яка тривала десять років, перетворила PETA з просто невеликої групи друзів у міжнародний рух.
У середині 1981 року Пачеко влаштувався на роботу добровольцем до Інституту досліджень поведінки в Сілвер-Спринг, штат Меріленд. Це дало можливість йому з Ньюкірк отримали інформацію з перших вуст, у яких умовах відбувались експерименти над мавпами. Едвард Тауб, психолог, працював із 17 мавпами. Він розрізав чутливі вузли спинномозкового нерва, що йшли до рук і ніг. А потім, застосував фізичну стриманість, ураження електричним струмом і утримування від їжі, аби змусити їх використовувати кінцівки. Ідея полягала в тому, щоб вивчити, чи можуть мавпи спонукати використовувати кінцівки, які вони не можуть відчути.
Пачеко неодноразово ходив вночі до лабораторії, щоб сфотографуватися та провести вченого, включаючи ветеринарів та приматолога, аби підтвердити та проілюструвати свої свідчення. Ньюкірк, лежачи, ховалась на задньому сидінні автомобіля, який ззовні, прикривався великою картонною коробкою з отворами для очей. Вона, використовуючи рацію з магазину іграшок, сповіщала Пачеко, якщо хтось заходив до будівлі Інституту. Умови життя мавп, задокументовані Пачеко, були важкими. Зібравши докази, Ньюкірк і Пачеко повідомили поліцію, яка здійснила рейд до лабораторії, вилучила мавп і звинуватила Тауба у 113 прикладах жорстокості до тварин та шести випадках ненадання належної ветеринарної допомоги. Тауб стверджував, що це все робили Ньюкірк і Пачеко, поки він був у відпустці, і, навіть, декілька світлин було зінсценізовано. Суддя визнав Тауба винним за шістма пунктами жорстокого поводження з тваринами та ненадання належної ветеринарної допомоги. Дослідник був покараний штрафом у сумі 3000 доларів. Пізніше на судовому засіданні присяжних було визнано, що п'ять з цих пунктів надумані, а шостий — скасований за апеляційною скаргою.
Національний інститут охорони здоров'я, який фінансував дослідження Тауба, долучився до кола науковців, які критикували умови, в яких Тауб тримав мавп, хоча пізніше змінив власну позицію, коли звинувачення проти Тауба були скасовані.
Світлини тварин, що постраждали від експериментів, стали знаковими після того, як The Washington Post опублікував одну з них на своїй першій сторінці. Це був перший рейд поліції до лабораторії дослідницького закладу у США та перше засудження (згодом скасоване) дослідника тварин. Суперечка привела до внесення змін до Закону про охорону тварин 1985 року, ставши першою справою про захист прав тварин, яка розглядалася у Верховному суді США. Все це перетворило PETA на відому групу із захисту прав тварин у світі, а Інгрід Ньюкірк її лідером.

### Публічний образ

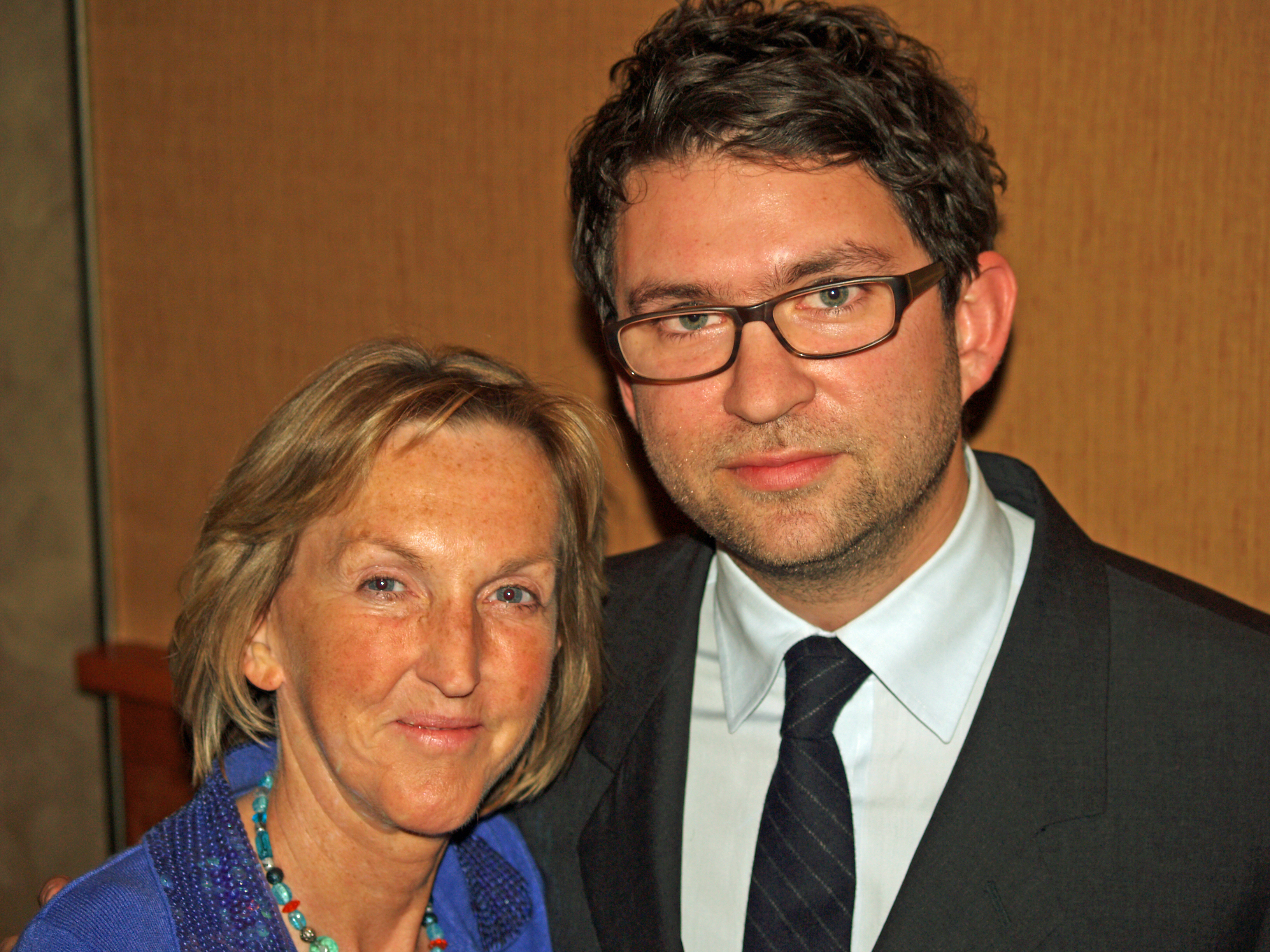
Ньюкірк і Метью Галкін, які керували I Am a Animal, історія з життя Ньюкірка

Спектр також допитав її про причини та зміст листа, який вона написала 2003 року палестинському лідеру Ясіру Арафату, щоб протестувати проти використання осла як смертника. «Нас називають людьми для етичного поводження з тваринами», — відповіла вона. «Є багато інших груп, які турбуються про людей».
У Ньюкірк зявилось чимало друзі та шанувальники серед знаменитостей, які підтримували її. Сем Саймон сказав в інтерв'ю: «Я дізнався про захист прав тварин від своєї улюбленої людини у всьому світі Інгрід Ньюкірк та PETA». Також Алек Болдвін висловився на її підтримку: «Інгрід Ньюкірк — це не лише захисниця прав тварин та екологічна активістка. Вона — натхненний лідер. Героїня. Жінка, від якої залежить багато людей у всьому світі. У світі, де всі тварини, скрізь, під загрозою, ніж будь-коли, Інгрід Ньюкірк є їхньою захисницею»
Ньюкірк звинуватили у використанні подвійного стандарту для практики організації евтаназії тварин, для якої у неї немає ні місця, ні ресурсів для укриття. Дебра Сондерс, критик компанії Ньюкірк, стверджує, що «PETA здійснює напад на інших за вбивство тварин для їжі або досліджень. Тоді, як сама вбиває тварин…». Ньюкірк відповіла на вебсайті PETA, що «Доки тварини все ще цілеспрямовано розводяться, а люди не відмовляються від „братів менших“, притулки для тварин з відкритим доступом та організації на зразок PETA повинні виконувати брудну роботу суспільства. Евтаназія — це не рішення перенаселення, а скоріше трагічна необхідність з огляду на нинішню кризу».
Ньюкірк та PETA виступають проти проведення експериментів на тваринах. Спектр запитала, чи не буде вона проти експериментів на п'яти тисячах щурів чи навіть шимпанзе, якщо це потрібно для лікування СНІДу. Вона відповіла: «Чи протидіяли б ви експериментам над дочкою, якби ви знали, що це врятує п'ятдесят мільйонів людей?»

## Нагороди
- Washingtonian of the Year, 1980[31]
- Премія за мужність совісті, 1995 р.[32]
- Shining World Compassion Award, 2007 р.[33]
- Премія Ахімса, 2014 р.[34]
- Приз Пітера Сінгера за стратегію зменшення страждань тварин, 2016 р.[35]